# Loimia nigrifilis
Loimia nigrifilis är en ringmaskart som beskrevs av Maurice Caullery 1944. Loimia nigrifilis ingår i släktet Loimia och familjen Terebellidae. Inga underarter finns listade i Catalogue of Life.